# Aljaška (králík)
Aljaška je plemeno králíka.

## Vznik plemene
Plemeno vzniklo kolem roku 1907 ve městě Gotha mezi jinými z plemene stříbřití černý, ruský a havanský.

## Hmotnost
Hmotnost má mít nejméně 2,5 kg, ideálně přes 3,25 kg do maximálně 4,0 kg.

## Stavba těla, hlavy a uší
Plemeno má široký hrudní a pánevní partii, středně silné končetiny; silnou, široká a na krátkém krku nasazená hlava, pevné uši, souměrné k tělu, tmavohnědé oči, černohnědé drápy.

## Srst
Srst je hustá, rovnoměrně jemná pesíkovaná, dobře osrstěné uši. Tmavě černá lesklá a rovnoměrná krycí barva, o něco matnější na břiše, tmavě modrá podsada.

## Přípustné vady
Mezi přípustné vady patří: hlava a uši nejsou vyvinuté odpovídajícím způsobem, barva bez lesku, menší odchylky v barvě, mírně narezlá, našedlá nebo probělená krycí barva, mírně světlejší nebo probělená podsada, naznačená mezibarva.

## Nepřípustné vady
Mezi nepřípustné vady patří: silné odchylky ve stavbě hlavy a uší, silně šedá melírovaná krycí barva, srst silně promíšená bílými chlupy, skupiny bílých chlupů v krycí barvě, silná narezlá barva, jiná barva očí a drápu, silně probělená a nečistá podsada, bílá mezibarva u kůže, vyvinutá mezibarva. Nebo růst uší.

## Zvláštnosti u králic
Mezi zvláštnosti u králic patří: jemnější stavba těla, nejlépe bez vyvinutého laloku, u starších zvířat je povolen menší, dobře formovaný lalůček.